# Kuba na Letních olympijských hrách 2004
Kubu na Letních olympijských hrách 2004 v Athénách reprezentovalo 151 sportovců, z toho 97 mužů a 54 žen. Nejmladším účastníkem byl Yamila Zambrano (18 let, 186 dní), nejstarším pak Guillermo Torres (45 let, 193 dní).

## Medailisté
| Medaile | Jméno                        | Sport             | Disciplína                       |
| ------- | ---------------------------- | ----------------- | -------------------------------- |
| Zlato   | Osleidys Menéndezová         | atletika          | Ženy hod oštěpem                 |
| Zlato   | Yumileidi Cumbá              | atletika          | Ženy vrh koulí                   |
| Zlato   | Družstvo mužů                | baseball          | turnaj mužů                      |
| Zlato   | Odlanier Solís               | box               | muži váha těžká do 91 kg         |
| Zlato   | Guillermo Rigondeaux         | box               | muži váha bantamová do 54 kg     |
| Zlato   | Mario Kindelán               | box               | muži Lehká váha do 60 kg         |
| Zlato   | Yuriorkis Gamboa             | box               | muži váha muší do 51 kg          |
| Zlato   | Yan Barthelemí               | box               | muži váha lehká muší do 49 kg    |
| Zlato   | Yandro Quintana              | zápas             | muži volný styl do 60 kg         |
| Stříbro | Yipsi Morenová               | atletika          | Ženy hod kladivem                |
| Stříbro | Yudel Johnson                | box               | muži velterová váha do 64 kg     |
| Stříbro | Lorenzo Aragon               | box               | muži váha lehká střední do 69 kg |
| Stříbro | Daima Beltránová             | judo              | ženy těžká nad 78 kg             |
| Stříbro | Yanely Labrada               | taekwondo         | ženy muší váha do 49 kg          |
| Stříbro | Roberto Monzon               | zápas             | muži řecko-římský do 60 kg       |
| Stříbro | Ibrahim Rojas Ledys Balceiro | kanoistika        | muži C2 500 metrů                |
| Bronz   | Anier García                 | atletika          | Muži 110 m překážek              |
| Bronz   | Yunaika Crawfordová          | atletika          | Ženy hod kladivem                |
| Bronz   | Michel López                 | box               | muži váha supertěžká nad 91 kg   |
| Bronz   | Amarilis Savónová            | judo              | ženy pololehká do 52 kg          |
| Bronz   | Yurisleidys Lupeteyová       | judo              | ženy lehká do 57 kg              |
| Bronz   | Yurisel Labordeová           | judo              | ženy polotěžká do 78 kg          |
| Bronz   | Driulis Gonzálezová          | judo              | ženy polostřední do 63 kg        |
| Bronz   | Yordanis Arencibia           | judo              | muži pololehká do 66 kg          |
| Bronz   | Juan Miguel Rodríguez        | Sportovní střelba | muži skeet                       |
| Bronz   | Iván Fundora                 | zápas             | muži volný styl do 74 kg         |
| Bronz   | Družstvo žen                 | Volejbal          | turnaj žen                       |